# Leptoneta comasi
Espèce
Leptoneta comasi est une espèce d'araignées aranéomorphes de la famille des Leptonetidae.

## Distribution
Cette espèce est endémique de la région de Murcie en Espagne. Elle se rencontre dans des grottes à Calasparra dans la Caverna del Puerto, à Lorca dans la Sima de Almendricos et à Fortuna dans la Cueva de las Magras.

## Étymologie
Cette espèce est nommée en l'honneur de Jordi Comas.

## Publication originale
- Ribera, 1978 :  Leptoneta comasi n. sp. (Araneae, Leptonetidae) una nueva especie cavernicola del Levante Español. Misc. zool., vol. 4, no 2, p. 25-29 (texte intégral).